# Infrastrukturproposition 2024
Infrastrukturproposition 2024, formellt känd som proposition 2024/25:28 – Vägen till en pålitlig transportinfrastruktur – för att hela Sverige ska fungera är en svensk proposition som presenterades den 3 oktober 2024 av infrastruktur- och bostadsminister Andreas Carlson, finansminister Elisabeth Svantesson, Liberalernas ledamot Helena Gellerman samt Sverigedemokraternas ledamot Thomas Morell. Infrastrukturpropositionen är en proposition till Sveriges riksdag som bestämmer ekonomisk ram och inriktningen för nationell plan för transportinfrastrukturen under perioden 2026–2037. I propositionen lades ett förslag om en ekonomisk ram på totalt 1171 miljarder kronor i 2025 års prisnivå, varav 607 miljarder avsätts till utveckling av Sveriges transportinfrastrukturen, 354 miljarder avsätts till underhåll av vägar och 210 miljarder kronor till underhåll av järnvägar.

## Bakgrund

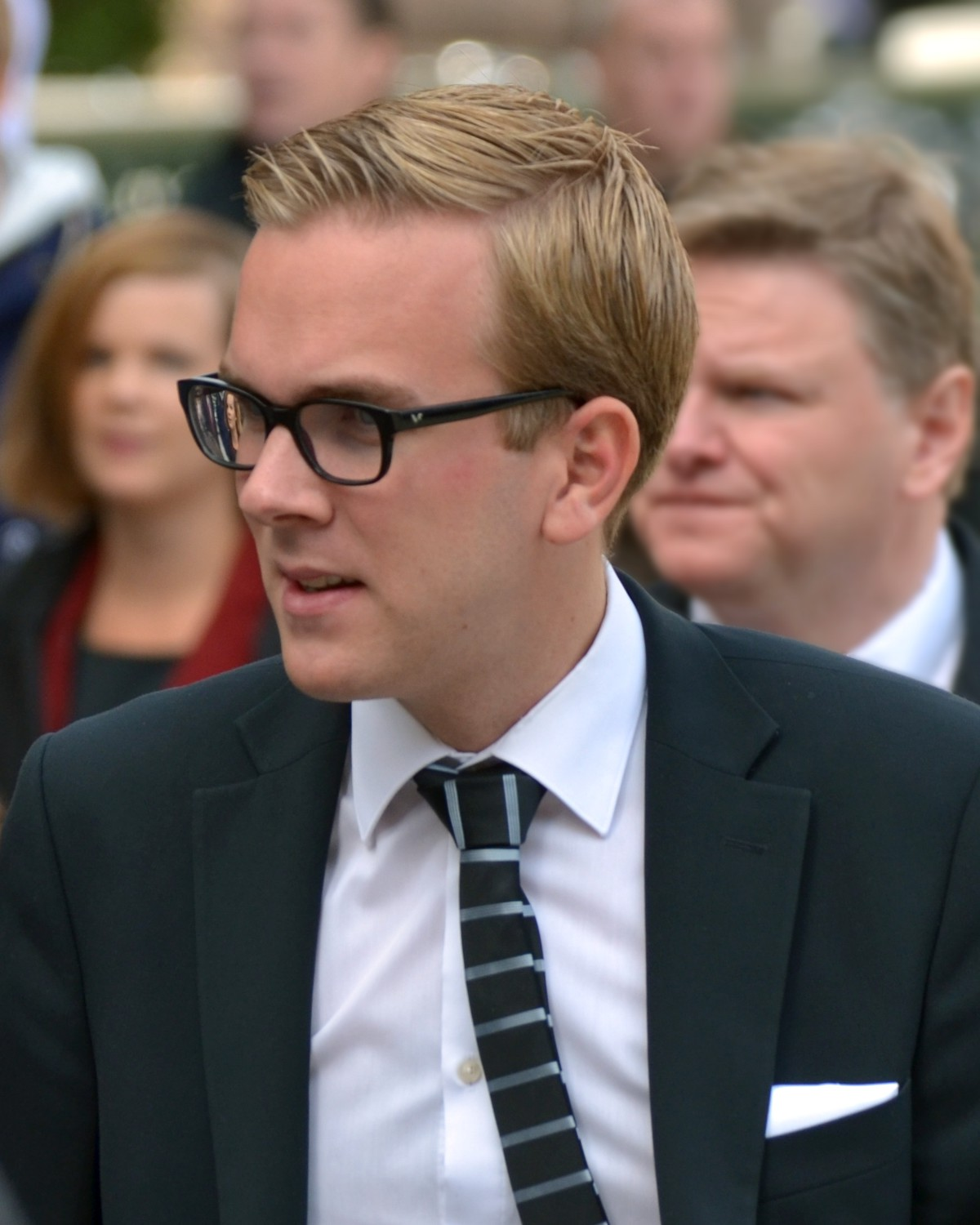
Infrastrukturminister Andreas Carlson

Infrastrukturpropositionen är den proposition som Sveriges regering lägger fram till riksdagen för beslut om bland annat ekonomisk ram för nationell plan för transportinfrastrukturen och länsplaner, samt inriktningen för framtagande av nationell plan för transportinfrastrukturen. Den tidigare beslutade infrastrukturpropositionen lades fram av regeringen Löfven II i april 2021. Nationell plan för transportinfrastrukturen är den plan som anger hur de ekonomiska medlen för utveckling och upprätthållande av Sveriges transportinfrastruktur ska fördelas under en period på tolv år. Dokumentet revideras under varje mandatperiod vilket har skett sedan 2010 efter att Förordning (2009:236) om en nationell plan för transportinfrastruktur antogs och trädde i kraft 2009. 

### Inriktningsunderlag
För att regeringen ska ha ett underlag till propositionen att utgå från ges ett uppdrag till Trafikverket om att ta fram ett inriktningsunderlag som innehåller förslag på inriktningen för infrastrukturplaneringen, med olika ekonomiska ramar och konsekvenserna av dessa. Inriktningsunderlaget för infrastrukturplaneringen inför nationell plan 2026–2037 publicerades i januari 2024 och lade fram fem olika nivåer för ekonomisk ram. Ramnivån på 959 miljarder kronor i 2023 års prisnivå motsvarande den tidigare ekonomiska ramen på 799 miljarder kronor i 2021 års prisnivå, och konsekvenserna av att anta denna ramnivå skulle enligt Trafikverket vara att flera väg- och järnvägsprojekt i den befintligt beslutade nationell plan för transportinfrastrukturen för perioden 2022–2033 skulle omfattas av omprövning, samt att underhållsskulden för befintligt väg- och järnvägsnät skulle öka då nedbrytningen av infrastrukturen skulle överstiga underhållet.
| Ramnivå | Vidmakthållande väg | Vidmakthållande järnväg | Utveckling | Totalt |
| ------- | ------------------- | ----------------------- | ---------- | ------ |
| -20%    | 236                 | 173                     | 356        | 767    |
| -10%    | 285                 | 206                     | 369        | 863    |
| 0       | 315                 | 222                     | 418        | 959    |
| +10%    | 339                 | 234                     | 478        | 1055   |
| +20%    | 360                 | 234                     | 554        | 1151   |

Inriktningsunderlaget publicering följdes av en bred remiss där kommuner, myndigheter, regioner samt intresseorganisationer inkom med synpunkter på antaganden och slutsatser i underlaget. Modellen för samhällsekonomisk lönsamhet, Trafikverkets basprognos samt prosnosstyrning istället för målstyrning var punkter som underlaget kritiserades av remissinstanser. Därtill kritiserades underlaget för inte uppfylla de transportpolitiska målen, med betoning på hänsynsmålet som syftar till ökad trafiksäkerhet, minskad miljöpåverkan och ökad hälsa. Inriktningsunderlaget kritiserades för att inte utgå från klimatlagen, samt att underlaget utgår från en prognos om att biltrafiken i Sverige kommer öka med 25 procent fram till 2040 vilket försvårar för att nå Sveriges klimatmål.

## Riksrevisionens granskning av nationell plan
Riksrevisionen genomförde en granskning om nationell plan, med fokus på nationell plan för perioden 2022–2033, effektivt bidrog till att de transportpolitiska målen uppfylldes. I rapporten, som publicerades i december 2023, drogs slutsatsen att planen för 2022–2033 inte effektivt bidrog till att de transportpolitiska målen uppfylldes. Riksrevisionen menade att nationell plan för transportinfrastrukturen för perioden 2022–2033 var samhällsekonomiskt olönsam i sin helhet.
Riksrevsionen lämnade rekommendationer till både regeringen och Trafikverket inför framtagandet av nästa nationell plan. Till regeringen lämnades rekommendationer om att ompröva projekt som inte nått byggstart och där förutsättningarna försämrats, samt att Trafikverket bör ha en mer självständig roll i att ta fram ett planförslag som kan förändras av regeringen först vid ett fastställande av planen. Till Trafikverket framhöll Riksrevisionen att projekt med hög samhällsekonomisk lönsamhet i bör prioriteras i myndighetens förslag till nationell plan. Där projekt avviker från hög samhällsekonomisk lönsamhet bör Trafikverket särskilt motivera varför dessa projekt är medtagna i planförslaget.
Regeringen Kristersson kommenterade Riksrevisionens rapport med en skrivelse att den utgjorde ett underlag i processen i infrastrukturpropositionen, men att regeringen inte såg några skäl att vidta åtgärder med anledning av rekommendationerna från Riksrevisionen.
Oppositionen, genom Socialdemokraterna och Vänsterpartiet, inkom med varsin följdmotion på skrivelsen. Båda partier kritiserade modellen för samhällsekonomisk lönsamhet och menade att den vinklade analysen av infrastrukturprojekt till att gynna vägprojekt framför järnvägsprojekt. Vänsterpartiet lyfte särskilt att en inriktning baserad på Riksrevisionens rapport innebär att Sveriges klimatmål inte kommer att nås samt att klimatmålen borde kopplas till modellen för samhällsekonomisk lönsamhet. Såväl Socialdemokraterna som Vänsterpartiet kritiserade även nationell plan för transportinfrastrukturen som modell för infrastrukturplaneringen och föreslog inrättandet av en infrastrukturberedning motsvarande Försvarsberedningen.

## Propositionens innehåll

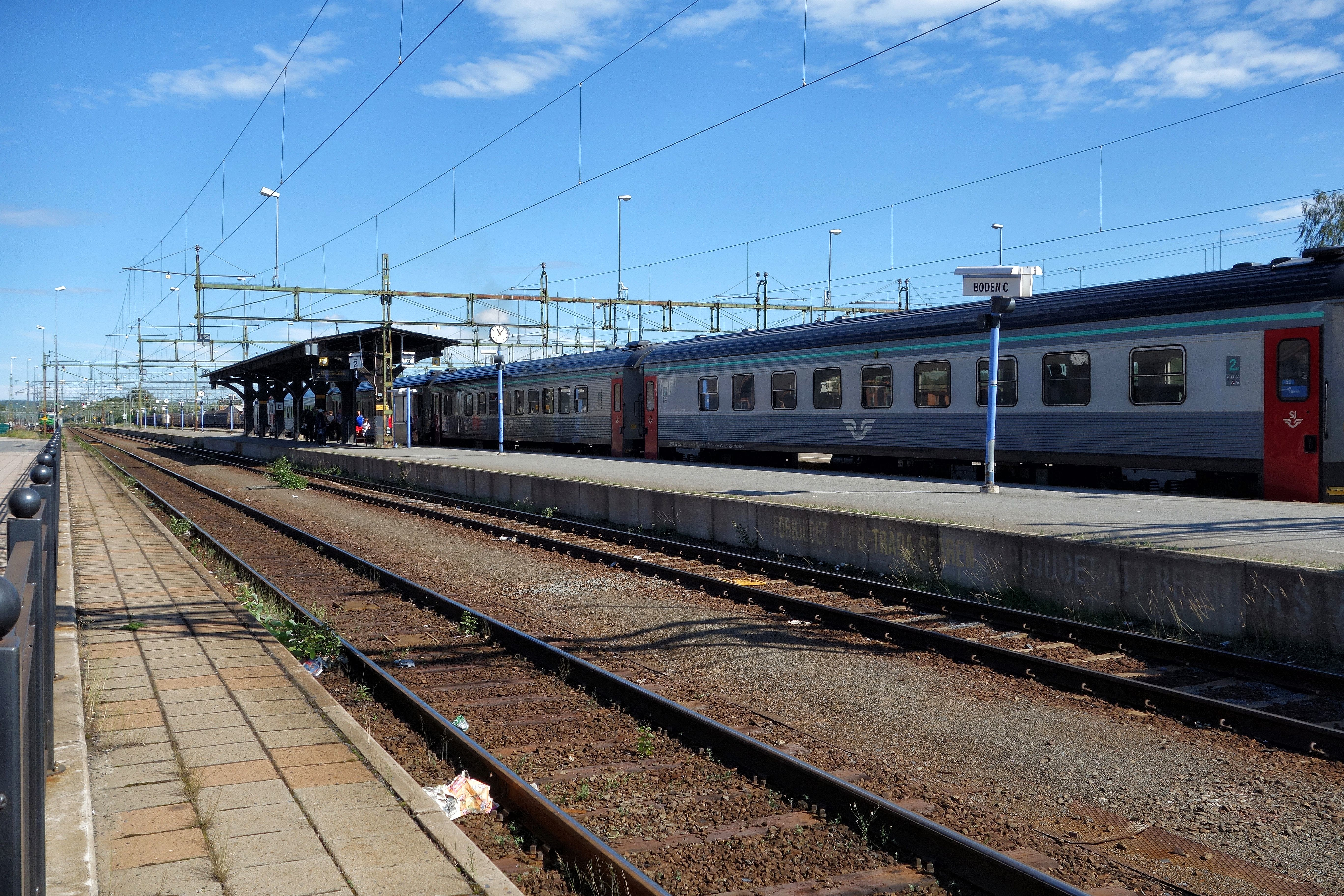
Dubbelspår mellan Boden och Luleå kan omfattas av alternativ finansiering

Den 3 september 2024 gick regeringen Kristersson tillsammans med Sverigedemokraterna ut med att infrastrukturpropositionen kommer innehålla en ny ramnivå om 1171 miljarder kronor, med 2025 års prisnivå. Propositionen presenterades dock i sin helhet av regeringen med samarbetspartiet Sverigedemokraterna först den 3 oktober 2024.
Regeringen lade i propositionen fokus på underhåll av befintliga vägar och järnvägar i och med ett eftersatt underhåll inom båda trafikslagen, med en ökad ram i synnerhet för väginfrastruktur. Infrastrukturprojekt ska prioriteras enligt olika åtgärders samhällsekonomiska lönsamhet, och planeringen av infrastrukturen ska ske med utgångspunkt i de transportpolitiska målen och Sveriges klimatmål. Utveckling av den befintliga infrastruktur ska ske genom att bygga bort kapacitetsbrister och anpassa infrastrukturen för längre fordon och öka möjligheten till intermodala transporter.
Omprövning kan bli aktuellt i projekt som fördyras eller har sämre samhällsekonomisk lönsamhet. Säkerhetsläget gör att totalförsvarets behov tillsammans med civila behov får ökad prioritet vid utvecklingen av transportinfrastrukturen. Gränsen för vilka utvecklingsåtgärder som ryms inom begreppet trimningsåtgärder höjs från 100 miljoner kronor till 150 miljoner kronor. Åtgärder över denna gräns behöver pekas ut som en namngiven åtgärder i nationell plan och få regeringens godkännande innan byggstart kan ske. Motsvarande gräns i länsplanerna höjs i propositionen från 50 miljoner kronor till 75 miljoner kronor.
Stadsmiljöavtalen, med grund i Förordning (2015:579) om stöd för att främja hållbara stadsmiljöer, är statliga medel för att i städer genomföra åtgärder som ökar andelen persontransporter med kollektivtrafik eller cykeltrafik, eller främjar hållbara godstransportlösningar. Dessa avtal fasas ut genom propositionen i och med att inga statliga medel tilldelas till nya ansökningar.
Nya infrastrukturprojekt finansieras i regel genom statliga anslag och alternativ till denna typ av finansiering lyfts i propositionen. Offentlig-privat samverkan eller genomförande av projekt i bolagsform är exempel på alternativa finansieringsformer som hanteras i propositionen för att tidigarelägga genomförande av projekt.
Regeringen pekar särskilt ut utbyggnad av Malmbanan och Östlig förbindelse i Stockholm som lämpliga åtgärder för alternativ finansiering. I propositionen ställer regeringen upp målsättningen om att signalsystemet ATC ska vara ersatt av det nya EU-gemensamma signalsystemet ERTMS senast 2042.
Procentuell fördelning av ekonomisk ram
|  | Järnvägsunderhåll (18 %) |

|  | Vägunderhåll (30 %) |

|  | Utveckling av infrastruktur (52 %) |

| Utgiftsområde     | Ekonomisk ram 2022–2033 (2021 års prisnivå) | Ekonomisk ram 2022–2033 (2025 års prisnivå) | Ekonomisk ram 2026–2037 (2025 års prisnivå) |
| ----------------- | ------------------------------------------- | ------------------------------------------- | ------------------------------------------- |
| Underhåll järnväg | 165 (20 %)                                  | 200 (21 %)                                  | 210 (18 %)                                  |
| Underhåll väg     | 197 (25 %)                                  | 239 (25 %)                                  | 354 (30 %)                                  |
| Utveckling        | 437 (55 %)                                  | 530 (54 %)                                  | 607 (52 %)                                  |
| Totalt            | 799 (100 %)                                 | 968 (100 %)                                 | 1171 (100 %)                                |

Oppositionspartierna Socialdemokraterna, Centerpartiet och Miljöpartiet kritiserade fördelningen av medel till underhåll mellan väg och järnväg. Västsvenska handelskammaren berömde propositionens fokus på underhåll, men efterlyste mer ny infrastruktur med fokus på åtgärder för järnvägen i Västsverige. Mälardalsrådet lyfte den ökade ekonomiska ramen som positiv, men anmärkte på begränsat utrymme för nyinvesteringar i infrastrukturen.
Propositionen behandlades i Trafikutskottets betänkande 5, Infrastrukturfrågor, som debatterades i riksdagen den 11 december 2024 och beslutades enligt utskottets förslag dagen efter den 12 december 2024.